# Hrabstwo Walker (Georgia)

Piramida wieku hrabstwa

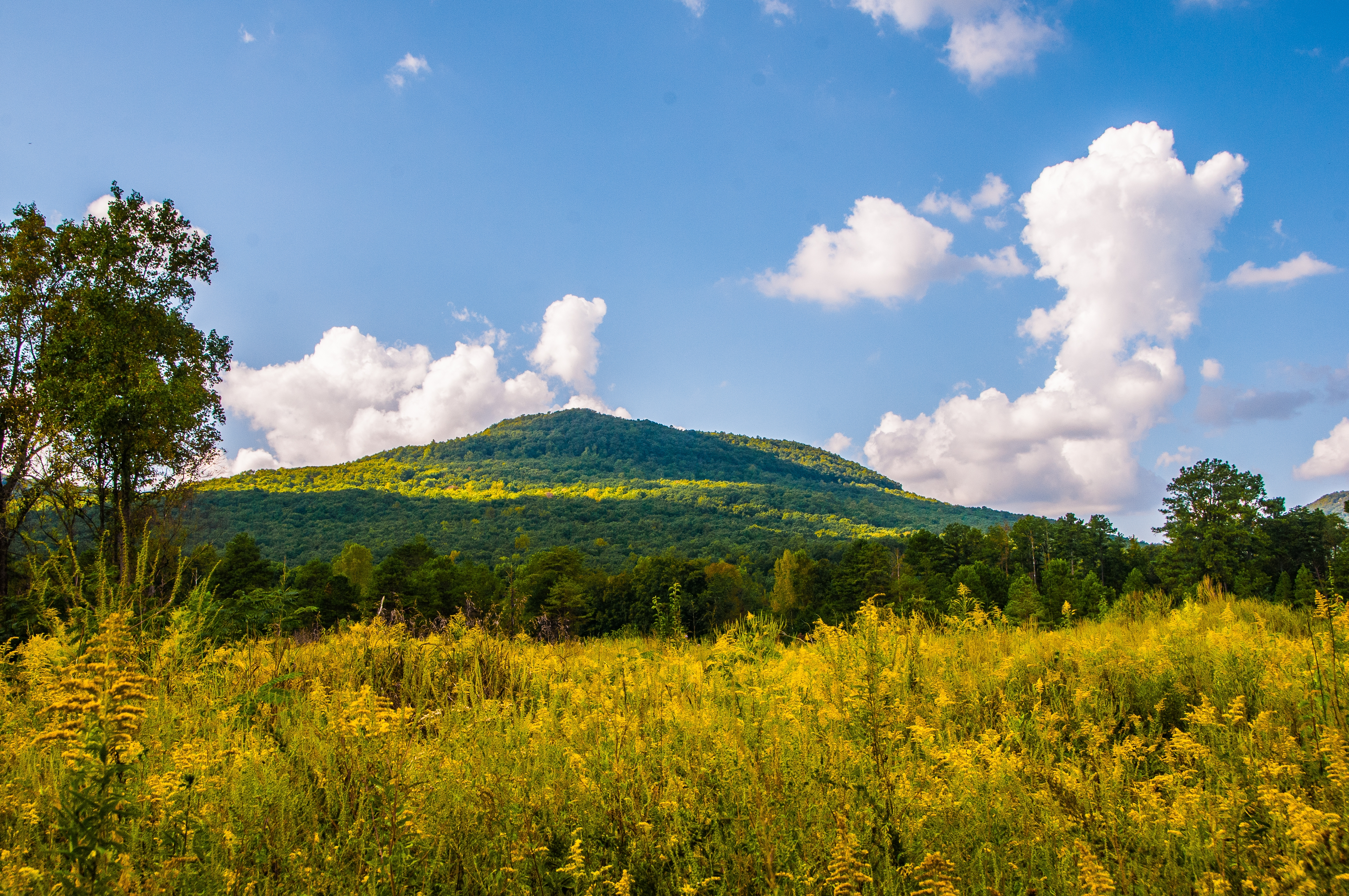
Gołębia Góra (710 m n.p.m.)

Hrabstwo Walker (ang. Walker County) – hrabstwo w stanie Georgia w Stanach Zjednoczonych. Jego siedzibą administracyjną jest LaFayette. Należy do obszaru metropolitalnego Chattanooga.

## Nazwa
Nazwa hrabstwa pochodzi od nazwiska Freemana Walkera (1780–1827), Senatora Stanów Zjednoczonych.

## Geografia
Według spisu z 2011 obszar całkowity hrabstwa obejmuje powierzchnię 447,03 mil2 (1158 km²), z czego 446,58 mil2 (1157 km²) stanowią lądy, a 0,45 mil2 (1 km²) stanowią wody.

### Sąsiednie hrabstwa
- Hrabstwo Hamilton, Tennessee (północ)
- Hrabstwo Catoosa, Georgia (północny wschód)
- Hrabstwo Whitfield, Georgia (wschód)
- Hrabstwo Gordon, Georgia (południowy wschód)
- Hrabstwo Floyd, Georgia (południe)
- Hrabstwo Chattooga, Georgia (południe)
- Hrabstwo DeKalb, Alabama (południowy zachód)
- Hrabstwo Dade, Georgia (zachód)

### Miejscowości
- Chickamauga
- LaFayette
- Lookout Mountain
- Rossville

### CDP
- Chattanooga Valley
- Fairview

## Demografia
Według spisu w 2020 roku liczy 67,7 tys. mieszkańców, co oznacza spadek o 1,6% od poprzedniego spisu z roku 2010. Według danych z 2020 roku, 91,9% populacji stanowili biali (90,6% nie licząc Latynosów), następnie 3,8% to byli czarnoskórzy lub Afroamerykanie, 2,9% było rasy mieszanej, 0,8% Azjaci, 0,14% to rdzenna ludność Ameryki i 0,01% pochodziło z wysp Pacyfiku. Latynosi stanowili 2,4% populacji.
Do największych grup należały osoby pochodzenia „amerykańskiego” (20%), irlandzkiego (13,1%), angielskiego (11,6%), niemieckiego (8,2%) i szkockiego lub szkocko–irlandzkiego (4,6%).

## Religia
Według danych z 2020 roku większość mieszkańców to protestanci. Do największych ugrupowań należały: Południowa Konwencja Baptystów (23,7 tys.), Kościoły zielonoświątkowe (22 zbory), Zjednoczony Kościół Metodystyczny (2,7 tys.), bezdenominacyjne zbory ewangelikalne (2,5 tys.) i Kościoły Chrystusowe (1,2 tys.). 
Inne religie obejmowały: mormonów (1,8%), katolików (1%) i świadków Jehowy (0,57%).

## Polityka
Hrabstwo jest bardzo silnie republikańskie, gdzie w wyborach prezydenckich w 2020 roku, 78,9% głosów otrzymał Donald Trump i 19,6% przypadło dla Joe Bidena. 